# Ane Santesteban
Santesteban  González est un nom espagnol. Le premier nom de famille, en général paternel, est Santesteban ; le second, en général maternel, souvent omis, est González.
Ane Santesteban González, née le 12 décembre 1990 à Errenteria, est une coureuse cycliste professionnelle espagnole.

## Biographie
En 2016, elle est sélectionnée pour la Course en ligne des Jeux olympiques de Rio.

## Palmarès sur route

### Par années
- 2012
  - 3e du championnat d'Espagne sur route
- 2013
  -  Championne d'Espagne sur route
- 2015
  - 2e du championnat d'Espagne sur route
- 2017
  - 3e du championnat d'Espagne sur route
- 2018
  -  Médaillée d'argent de la course en ligne des Jeux méditerranéens
  - 3e du Grand Prix de Plumelec-Morbihan
  - 10e de La course by Le Tour de France
- 2019
  - 3e de la Emakumeen Nafarroako Klasikoa
- 2020
  - 2e du championnat d'Espagne sur route
  - 7e du Tour d'Italie
- 2021
  - 3e du Tour cycliste féminin international de l'Ardèche
- 2022
  - 2e du Gran Premio Ciudad de Eibar
  - 2e de la Classique féminine de Navarre
  - 2e de la Durango-Durango Emakumeen Saria
  - 3e des Trois vallées varésines
  - 6e du Ceratizit Challenge by La Vuelta
  - 9e du Tour de Burgos
  - 10e de la Flèche wallonne
- 2023
  - 8e du Tour de France
  - 10e du Tour d'Italie
- 2024
  - 2e du Women Cycling Pro Costa De Almería
  - 10e de la Flèche wallonne

### Résultats sur les grands tours

#### Tour d'Italie
11 participations
- 2010 : 54e
- 2013 : 68e
- 2016 : 24e
- 2017 : 19e
- 2018 : 9e
- 2019 : 12e
- 2020 : 7e
- 2021 : 32e
- 2023 : 10e
- 2024 : 21e
- 2025 : 42e

#### Tour de France
4 participations :
- 2022 : 60e
- 2023 : 8e
- 2024 : 45e
- 2025 : 35e

#### Tour d'Espagne
2 participations
- 2023 : 18e
- 2025 : 63e

### Classements mondiaux
| Année                                 | 2012 | 2013 | 2014 | 2015 | 2016 | 2017 | 2018 | 2019 | 2020 | 2021 | 2022 | 2023 | 2024 |
| ------------------------------------- | ---- | ---- | ---- | ---- | ---- | ---- | ---- | ---- | ---- | ---- | ---- | ---- | ---- |
| Classement UCI                        | 347e | 233e | nc   | 133e | 84e  | 117e | 45e  | 53e  | 41e  | 61e  | 44e  | 51e  | 102e |
| UCI World Tour                        |      |      |      |      | 79e  | 184e | 47e  | 38e  | 41e  | 69e  | 45e  | 44e  | 104e |
|                                       |      |      |      |      |      |      |      |      |      |      |      |      |      |
| Légende : nc = non classéSource : UCI |      |      |      |      |      |      |      |      |      |      |      |      |      |